# Mythe van de stichting van Funan
De mythe van de stichting van Funan is een Vietnamese mythe.
Funan is een historisch land in Azië.
Volgens een mythe was de wereld gesticht door een Naga-koning die alle wateren die het land hadden overstroomd opgedronken had. Funan begon met de echtverbinding van de Indiase brahmaan Kaundinya met de autochtone Nagaprinses genaamd Soma. Samen zouden zij de staat Funan gesticht hebben.